# Benedicto Ovalle
Benedicto Ovalle (Quetzaltenango, 1894-1995) es un marimbista y compositor de Guatemala.

## Vida
Benedicto Ovalle Bethancourt se inició en Quetzaltenango tocando en la marimba Maripiano Ovalle, fundada y dirigida por su padre José Cornelio Ovalle. Con esta agrupación se presentó en la Ciudad de Guatemala en 1915 a requerimiento del dictador Manuel Estrada Cabrera. En esa memorable ocasión, que dio un notable impulso a su carrera musical, iba acompañado de sus hermanos menores Eustorgio e Higino Ovalle, y con la tutela de sus maestros Jesús Castillo, Miguel Espinoza y Mariano Valverde. En 1937 los hermanos Ovalle integraban su propia marimba Estrella Altense, con la cual se trasladaron a la Ciudad de Guatemala. En 1941 Benedicto Ovalle se integró a la orquesta de la Policía Nacional, dirigida por Franz Ippisch, como violonchelista. Sin embargo, nunca dejó la marimba, convirtiéndose en uno de los maestros más venerados de esa tradición. Falleció a los 101 años de edad.

## Obras seleccionadas
- Bajo los pinos
- Bertita
- Carmela
- Clarineros
- El río
- Flores quetzaltecas
- Medalla de Oro (premiada en 1921)
- San Agustín
- San Bernardino
- Sinfonía Indígena No. 1
- Teatro Nacional
- Ixtia Quetzalteca
- Historia latina
- Marinita
- Aura Marina